# Teresa af Ávila
Den hellige Teresa af Ávila (født 28. marts 1515 i Ávila i Kastilien i Spanien, død 4. oktober 1582 i Alba de Tormes, Salamanca i Spanien) var en vigtig spansk mystiker, nonne og forfatter under Modreformationen. 
Hun var reformator af Karmeliterordenen, og sammen med Johannes af Korset grundlagde hun De uskoede Karmeliter.
Hun blev i 1622 helgenkåret af Pave Gregor 15. I 1970 blev hun som den første kvinde udnævnt til kirkelærer af pave Paul 6.. Hun, Katarina af Siena (1347–1380) (også udnævnt i 1970) og Teresa af Lisieux (1873–1897) (udnævnt i 1997) er de eneste kvinder med denne ærestitel.